# Pilaret de Guissona
El Pilaret de Guissona és una obra de Guissona (Segarra) inclosa a l'Inventari del Patrimoni Arquitectònic de Catalunya.

## Descripció
És un pilaret de terme que trobem en el marge d'un camí, realitzant una funció similar a les creus de terme. Aquest està format per una estructura monolítica amb quatre cares i arestes poc definides. La seva base és gran i en la mesura que s'aixeca es va fent més estret. A la part superior del monolit trobem una fornícula, tancada amb una reixa de ferro, dins la qual s'alberga la imatge de la Verge amb el Nen.
Sota aquesta fornícula trobem un camp epigràfic amb la següent inscripció "FUNDADOR BAUTISTA PUIG 1925". Corona la capella una creu de ferro mig caiguda. La seva factura és molt senzilla, ja que no presenta cap element escultòric, més enllà de la imatge de la fornícula.